# Andrew Urdiales
Andrew Urdiales (* 4. Juni 1964 in Chicago, Illinois; † 2. November 2018 im San Quentin State Prison, Kalifornien) war ein US-amerikanischer Serienmörder.

## Leben

### Frühes Leben
Über Kindheit und Jugend von Andrew Urdiales ist wenig bekannt. Im Juni 1978, kurz vor seinem 14. Geburtstag, schlug er aus Wut mit einem Baseballschläger den Hund der Familie tot und log gegenüber seinen Eltern, das Tier habe sich bei einem Sturz tödlich verletzt. Nachdem er mit Erfolg die High School beendet hatte, trat Urdiales ins United States Marine Corps ein. Zwischen 1984 und 1991 war er im Marine Corps Base Camp Pendleton (Kalifornien) stationiert. Hier absolvierte Urdiales eine Nahkampf- und Gefechtsausbildung, die er in weiterer Folge dazu benutzte, Menschen zu töten.

### Mordserie
Den ersten Mord, den ihm die Behörden nachweisen konnten, beging Urdiales am Abend des 18. Januar 1986. Am Campus des Saddleback Community College in Mission Viejo lauerte er der 23-jährigen Kunststudentin Robbin Brandley auf. Ohne ersichtlichen Grund fügte er der Frau mit einem Messer 41 Stiche am ganzen Körper zu; Brandley verstarb noch an Ort und Stelle.
Zwei Jahre später, im Juli 1988 – das exakte Datum ist nicht bekannt – erschoss er mit seiner Pistole des Kalibertypus .45 ACP die 29 Jahre alte Prostituierte Julie McGhee. Ihren Leichnam fanden die Behörden in einem Graben in der Nähe der Stadt Cathedral City. Nur zwei Monate später, im September 1988, schlug Urdiales in San Diego zu. Hier tötete er die 31-jährige Prostituierte Mary Ann Wells, deren von Pistolenkugeln durchlöcherte Leiche Polizisten am 25. September 1988 in einer leerstehenden Lagerhalle fanden. Sein viertes Opfer, die erst 18-jährige Tammy Erwin, fand Urdiales am 17. April 1989 in Palm Springs ebenfalls am Straßenstrich.
Nach dem Mord an Erwin unterbrach Urdiales seine Mordserie vorübergehend. 1991 wurde er mit allen militärischen Ehren aus der Marine entlassen und zog zu seinen Eltern nach Chicago zurück. Doch bereits im September 1992 kam er durch einen Urlaub wieder nach Kalifornien.
Hier konnte ihm die 19 Jahre alte Jennifer Asbenson in letztem Augenblick entkommen. Sie stieg am 27. September zu Urdiales ins Auto, der ihr anbot, sie zu ihrem Arbeitsplatz mitzunehmen. Nach ihrer Schicht lauerte ihr Urdiales erneut auf und konnte sie wieder überreden, in sein Auto zu steigen. Plötzlich hatte Asbenson ein Messer an ihrer Kehle und wurde von Urdiales, nachdem er sie vergewaltigt, gefesselt und geknebelt hatte, in den Kofferraum des Mietwagens verfrachtet. Als Urdiales an einer Kreuzung halten musste, gelang es Asbenson, den Deckel des Kofferraums zu öffnen und im letzten Augenblick zu fliehen. Urdiales gab noch am selben Tag seinen Mietwagen zurück und flog nach Illinois zurück.
Drei Jahre beging Urdiales aus Furcht vor Entdeckung keinen Mord mehr. Als es ihn im März 1995 erneut nach Kalifornien verschlug, fiel er in Cathedral City über die 32-jährige Prostituierte Denise Maney her, zwang sie in sein Auto und fuhr mit ihr in die kalifornische Wüste. Hier erschoss er sie, entkleidete sie und überließ die Leiche den Aasfressern.
Urdiales glaubte nun, dass er in Illinois und Umgebung ebenso leicht Morde begehen könne. Als Sicherheitswachbeamter in einem Einkaufszentrum in Chicago genoss er unter Kunden, aber auch in seiner familiären Umgebung großes Vertrauen. Er überquerte die Staatengrenze und beging im April 1996 in Bloomington (Indiana) seinen nächsten Mord an der 25 Jahre alten Laura Ulyaki. Ihren Leichnam fand man am 14. April desselben Jahres im Wolf Lake, der in Cook County (Illinois) liegt. Am 14. Juli 1996 mussten die Polizisten den Leichnam der 21 Jahre alten Cassandra Corum in Livingston County aus dem Vermilion River bergen. Der Blutzoll, den Urdiales forderte, wurde am 2. August 1996 durch den Fund der Leiche von Lynn Huber (22), die man aus dem Wolf Lake barg, erhöht. Huber war vermutlich Urdiales' letztes Opfer.
Im Dezember 1996 wurde Urdiales von der Polizei verhaftet, da er keine ausreichende Waffenberechtigung besaß, wurde jedoch nach Bezahlung eines Geldbetrages rasch wieder auf freien Fuß gesetzt. Seinen letzten Mordversuch verübte Urdiales wenige Monate später, im April 1997. Hier konnte eine Prostituierte, die er mit einer Pistole bedroht hatte und der er Handschellen anlegen wollte, schreiend aus seinem Fahrzeug entkommen.

### Verhaftung und Verfahren
Andrew Urdiales' Freiheit endete am 23. April 1997, als die Polizei seine Waffe im Zusammenhang mit der Mordserie überprüfen wollte und er deshalb aufs Polizeirevier gebracht wurde. Noch während die ballistischen Tests liefen, legte Urdiales ein umfassendes Geständnis in allen Mordfällen ab. Die anschließenden Labortests unterstützten Urdiales' Geständnis und seine Beteiligung an den Mordfällen Laura Ulyaki, Cassandra Corum und Lynn Huber. In Zusammenarbeit mit der Polizei aus Kalifornien begannen die Strafverfolgungsbehörden von Illinois mit der Ausarbeitung der Anklageschrift. Urdiales konnte kein rationales Motiv vorweisen und gab an, er sei erregt gewesen, als die Frauen um ihr Leben gebettelt hätten.
Im Vergleich zu anderen US-amerikanischen Prozessen wurde im Fall Andrew Urdiales relativ rasch vorgegangen. Bereits am 29. April 1997 wurde die Anklage gegen ihn erhoben. Allerdings verzögerten juristische und politische Debatten die Prozesseröffnung um vier Jahre. Dabei ging es um die Frage, ob Urdiales mit der Todesstrafe zu bestrafen sei. Seinerzeit wurde in Illinois darüber diskutiert, ob die Todesstrafe nicht gänzlich abzuschaffen sei. Erst am 30. April 2001 entschloss sich die Staatsanwaltschaft, für Urdiales bei einem Schuldspruch die Todesstrafe zu beantragen. Der Prozess gegen Urdiales wurde am 8. April 2002 eröffnet und sollte die Mordfälle Laura Ulyaki und Lynn Huber zum Thema haben. Wegen beider Morde wurde Urdiales am 23. Mai 2002 von den Geschworenen schuldig gesprochen und sieben Tage später, am 30. Mai 2002, vom Gericht zum Tode verurteilt.
Der Fall Andrew Urdiales wurde kurzzeitig zu einem Politikum. Nachdem durch eine Studie der Northwestern University von Illinois bekannt geworden war, dass einige Insassen der Todeszelle unschuldig gewesen waren und diese Unschuld nach einer Urteilsvollstreckung nie mehr hätte gerichtlich anerkannt werden können, verfügte der Gouverneur von Illinois, George Ryan, am 11. Januar 2003, dass alle 167 zu diesem Zeitpunkt in Illinois zum Tode Verurteilten begnadigt würden und die Urteile in Lebenslange Freiheitsstrafen umgewandelt würden. Auch Andrew Urdiales fiel unter diese Begnadigung.
Nun bereitete die Staatsanwaltschaft eine Anklage zum bisher nicht verhandelten Mordfall Cassandra Corum vor. Der Prozess wurde am 24. April 2004 eröffnet. Von seinem Verteidiger Stephen Richards ermutigt änderte Urdiales seine Taktik, bekannte sich zwar schuldig, behauptete aber, er sei „geisteskrank“. Der Vorsitzende Richter Harold Frobish maß dieser Behauptung des Angeklagten keinen Wert bei und verhängte am 10. Mai 2004 erneut die Todesstrafe.
Einen Großteil seiner Haftstrafe verbüßte Andrew Urdiales in der Todeszelle des Menard Correctional Center in Chester, Randolph County (Illinois).
Im Mai 2018 wurde in Kalifornien der Prozess wegen der dort verübten Straftaten eröffnet. Am 5. Oktober 2018 wurde er erneut zum Tode verurteilt. Er saß zu diesem Zeitpunkt im Gefängnis San Quentin ein. Am 2. November 2018 wurde Andrew Urdiales tot in seiner Zelle entdeckt, vorbehaltlich der Ergebnisse einer durchgeführten Obduktion wird Suizid als Ursache angenommen.